# Edwin Balmer
Edwin Balmer (n. 26 iulie 1883 - d. 21 martie 1959) a fost un scriitor american de literatură științifico-fantastică și polițistă.

## Lucrări
- 1910 – "The Achievements of Luther Trant" cu MacHarg
- 1916 – "Blind Man's Eyes" with MacHarg
- 1917 – "The Indian Drum" with MacHarg
- 1920 – "Resurrection Rock"
- 1923 – "Keeban"
- 1924 – "Fidelia"
- 1925 – "That Royle Girl"
- 1927 – "Dangerous Business"
- 1927 – "Flying Death"
- 1933 – "When Worlds Collide" cu Philip Wylie
- 1934 – "After Worlds Collide" cu Wylie
- 1934 – "Dragons Drive You"
- 1936 – "The Shield of Silence" cu Wylie
- 1956 – "The Candle of the Wicked"
- 1958 – "With All the World Away"